# Émile Warré

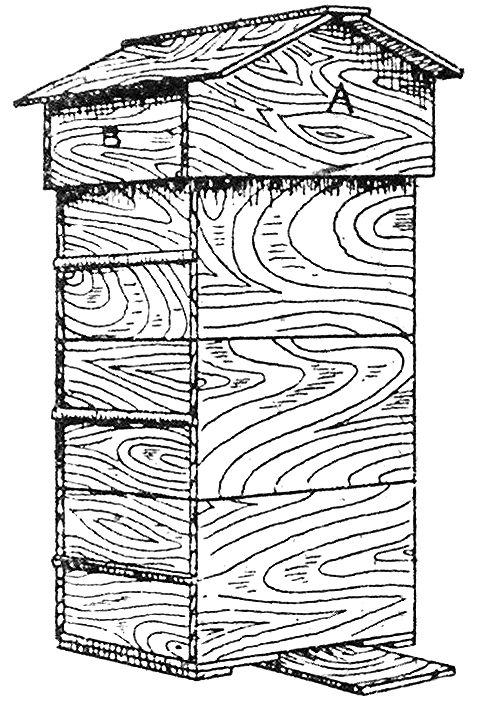
Warré úl

Éloi François Émile Warré ( 9. března 1867, Grébault-Mesnil - 20. dubna 1951, Tours) byl francouzský katolický kněz a včelař, tvůrce úlu známého jako Warré úl anebo Lidový úl a zásad chovu včel s tímto úlem. Ve svým 49 letech odstoupil od své kněžské služby aby se mohl plně věnovat včelařství.

"Otec Warré se postavil proti představě včely jako nebezpečného hmyzu, který snadno bodne. Věřil, že včela je naopak nesmírně něžný tvor a případná bodnutí jsou výsledkem pouze nesprávného zacházení. Ujistil, že pomocí jeho metody se může včelařit bez rizika pobodání".
Parafrázovaný výňatek z knihy - L'apiculture pour tous (Včelařství pro každého), 1923, E. Warré.

## Životopis
Na kněze byl vysvěcen v roce 1891 v Amiens, v roce 1897 se stal farářem v Mérélessart v departementu Somme a poté v Martainneville ve stejném departementu. V roce 1916 přešel do světského stavu, aby se mohl věnovat výhradně včelařství v Saint-Symphorien (departement Indre a Loire).
Na základě zkušeností s různými úlovými systémy, tehdejších dostupných vědeckých poznatků a pozorování historických metod vyvinul tzv. Warré úl. Jednalo se o bezrámkový bedněný úl, který měl včelám poskytnout podmínky podobné co nejblíže přírodním, být levný na výrobu a snadno ovladatelný a zároveň umožnit včelaři získat patřičný výnos medu. Warré porovnal, za použití stejných metod po dobu 10 let na stejném stanovišti, 12 různých úlových systémů, včetně Dadantu, Voirnota, Layensa a Congressu, než vyvinul svůj vlastní typ úlu.  
Byl propagátorem přírodního (bezrámkového) včelaření, vydával oborový časopis a byl autorem několika publikací v této oblasti, z nichž nejvýznamnější je L'apiculture pour tous (Včelařství pro každého) - kde vysvětluje vývoj a dává podrobné pokyny na stavbu a užívaní svého úlu. L'apiculture pour tous bylo přeloženo do mnoha jazyků a úl Warré se i v 21. století používá ve včelnicích, které preferují přírodní metody chovu včel a jeho popularita v různých obměnách stále roste.

## Warré úl
Úl Warré je dřevěný jednoplášťový bedněný úl, užší než ostatní systémy. Vnitřní rozměr nástavku je 30 × 30 × 21 cm (pro srovnání Dadant má – 45 × 45 × 31 cm). Jedná se o bezrámkový úl, plásty jsou celé postavené včelami (tzv. volnou stavbou), včelí dílo je velmi pevné, protože včely staví od stěny ke stěně nástavku. Plásty nelze odstranit (je to možné, ale obtížné - musí se odříznout okraj plastu od stěny úlu). V každém z nástavku je 8 horních louček (dřevěná lišta) jako základ pro stavbu. Plodiště se skládá ze dvou nástavků, kde probíhá i přezimování.
Warré dovolil, i když neochotně, rámkovou verzi svého úlu. Tuto verzi popsal v pátém vydání své učebnice. Rámkový nástavek je o něco větší, v obou verzích je ale objem včelího díla shodných 96 dm².
Během včelařské sezóny se nástavky přidávají zespoda úlové sestavy. Přidání nástavku zespoda nezpůsobí ochlazení plodu, takže tuto operaci lze provést velmi brzy v sezóně, Warré navrhuje provést ji například už během Velikonoc. Nepoužívá se mateří mřížka, včelí matka plodí vajíčka pod mednými zásobami, během sezóny se pohybuje úlem směrem dolů. Zvětšováním úlu zespodu zůstává uspořádání plodiště v dolní části úlové sestavy a medných zásob nahoře.
Na podzim nebo v sezóně se sbírají horní nástavky, zcela naplněné medem. Protože se v tomto úlu nepoužívají rámky, med se sbírá vyříznutím plástů z nástavků, jejich následným rozdrcením a scezením nebo lisováním. To zajišťuje mj. přirozenou obnovu voskového díla. 

## Dílo
- Abbé Warré – L’Apiculture Pour Tous "Včelařství pro každého" (V vyd., 1923)
- Abbé Warré - L’Apiculture Pour Tous "Včelařství pro každého" (XII vyd., 1948)